# 第三世界 (アルバム)
『第三世界』 (The Third World) は、アルゼンチン人ジャズ作曲家兼サクソフォーン奏者ガトー・バルビエリのアルバムである。1969年に行われた演奏を収録し、1970年にフライング・ダッチマン・レーベルからリリースされた。

## 評価
| 専門評論家によるレビュー | 専門評論家によるレビュー |
| レビュー・スコア         | レビュー・スコア         |
| 出典                     | 評価                     |
| ------------------------ | ------------------------ |
| Allmusic                 | [ 2 ]                    |

オールミュージックのサイトは、「『第三世界』はガトー・バルビエリがフリー・ジャズと南米音楽とを融合させた初期のセッションであり、ダンス向きの南米のリズムとフリー・ジャズの力強さを絶妙に組み合わせている」として、3つ星評価を与えている。

## 収録曲
1. "Introduction/Cancion del Llamero/Tango" (Gato Barbieri/Anastasio Quiroga/Astor Piazzolla) - 11:04
2. "Zelão" (Sérgio Ricardo) - 8:02
3. "Antonio das Mortes" (Barbieri) - 9:26
4. "Bachianas Brasileiras/Haleo and the Wild Rose" (Heitor Villa-Lobos/Dollar Brand) - 10:58

## パーソネル
- ガトー・バルビエリ (Gato Barbieri) - テナーサックス、フルート、ボーカル
- ラズウェル・ラッド (Roswell Rudd) - トロンボーン
- ロニー・リストン・スミス (Lonnie Liston Smith) - ピアノ
- チャーリー・ヘイデン (Charlie Haden) - コントラバス
- ビーヴァー・ハリス (Beaver Harris) - ドラム
- リチャード・ランドラム (Richard Landrum) - パーカッション